# Bums farkasfalka
A Bums farkasfalka a Kriegsmarine tengeralattjárókból álló második világháborús támadóegysége volt, amely összehangoltan tevékenykedett 1942. április 6. és 1942. április 14. között a sarki vizeken, Skandináviától északnyugatra. A Bums (Ütés) farkasfalka hat búvárhajóból állt, amelyek nem süllyesztettek el hajót. A tengeralattjárók nem szenvedtek veszteséget.

## A farkasfalka tengeralattjárói
| A hajó száma | Parancsnoka          | Részvétel kezdete | Részvétel vége    |
| ------------ | -------------------- | ----------------- | ----------------- |
| U–334        | Hilmar Simeon        | 1942. április 10. | 1942. április 12. |
| U–377        | Otto Köhler          | 1942. április 6.  | 1942. április 14. |
| U–403        | Heinz-Ehlert Clausen | 1942. április 6.  | 1942. április 14. |
| U–589        | Hans-Joachim Horrer  | 1942. április 6.  | 1942. április 10. |
| U–591        | Hans-Jürgen Zetzsche | 1942. április 6.  | 1942. április 10. |
| U–592        | Carl Borm            | 1942. április 10. | 1942. április 14. |